# Marcello Lippi
Marcello Romeo Lippi (Viareggio, 1948. április 11. –) világbajnok olasz labdarúgóedző és korábbi játékos.
Viareggio-ban, Észak-Toszkána területén született, 2004. július 16-ától 2006. július 12-éig volt az Olasz labdarúgó-válogatott szakvezetője, irányításával a csapat megnyerte a 2006-os labdarúgó-világbajnokságot. A győzelem után távozott a válogatott éléről, mert bevallása szerint elérte azt, amit a torna előtt célként tűzött ki maga elé, megvalósította azt, amit elvártak tőle és amire felkérték. Több ajánlatot is kapott, számtalan csapattal hozták összefüggésbe, de ő nem vállalt el semmilyen munkát, és jól megérdemelt szabadságára indult. A csalódást keltő 2008-as labdarúgó-Európa-bajnokság után szintén őt kérték fel a válogatott élére, és 2 év pihenő után ismét munkába állt. 2016 nyarától az olasz válogatott technikai igazgatója.

## Pályafutása

### Játékos karrierje
Profi labdarúgó-karrierje 1969-ben középpályásként kezdődött, pályájának legnagyobb részét a Sampdoria csapatánál töltötte, ahol 1969-től 1980-ig folyamatosan játszott, mindössze egy évet töltött kölcsönben a Serie C-ben szereplő Savona csapatánál.

### Edzői karrierje
Lippi 1982-ben, 34 évesen vonult vissza a labdarúgástól, és kezdett el edzősködni. Rengeteget játszott Olaszországban, éveken keresztül volt a Sampdoria középhátvédje a gárda első osztályban szereplő csapatában, nagyon sok tapasztalatot gyűjtve. Edzői pályája is a genovai gárdánál kezdődött, ahol az ifjúsági csapat irányítását vette át. Az alacsonyabb osztályokban elvégzett különböző munkák után, 1989-ben a Cesena vezetőedzője lett a Serie A-ban. Lippi 1991-ben váltott, előbb a Lucchese majd egy évvel később az Atalanta edzője lett. A fordulópontot az 1993-1994-es szezon hozta meg számára, amikor UEFA-Kupát érő helyre vezette a Napolit a bajnokságban. A sikerre felkapta a fejét az olasz élvonal legtöbb nagycsapata.

#### Juventus
Lippi a legfelsőbb klubok edzői célpontjává vált, végül a Juventus nyerte a versenyt, így a torinóiakhoz csatlakozott. Első szezonjában megnyerte a Serie A küzdelmeit, egy olyan csapattal melyben játékosa volt többek között Gianluca Vialli és Ciro Ferrara is, akit korábban már a Napolinál is edzett, és aki később segédje volt az Azzurri élén. A trófeák elkezdtek gyorsan gyűlni, ezek közül azonban a legnagyobb siker az 1996-os Bajnokok Ligája győzelem volt, melynek döntőjében büntetőkkel verték meg a Louis van Gaal által trenírozott Ajaxot.

#### Inter
Öt nagyon sikeres szezon után Lippi 1999-ben Milánóba költözött, ahol az Inter vezetőedzője lett. Első szezonja után kirúgták a csapattól, és a Nerazzurri-val való gyenge eredményei miatt rengeteg kritikával nézett szembe.

#### Ismét Juventus
A 2001-2002-es szezon rajtja előtt visszatért a zebrák kispadjára, ahol két alkalommal ismét sikerült megnyerniük a Scudetto-t, valamint legnagyobb sikerként bevezette a bianconeri-t a 2003-as Bajnokok Ligája döntőjébe melyet az Old Traffordon rendeztek. A mérkőzés végül 0-0-s végeredményt hozott, és mivel a hosszabbításban sem született gól, büntetőkkel végül a Juventus alulmaradt a Milannal szemben.

## Statisztikái edzőként
Legutóbb frissítve: 2019. november 14-én
| Csapat               | Nemzet   | –tól              | –ig                | Eredményességi mutató | Eredményességi mutató | Eredményességi mutató | Eredményességi mutató | Eredményességi mutató |
| Msz                  | Gy       | D                 | V                  | Gy %                  |                       |                       |                       |                       |
| -------------------- | -------- | ----------------- | ------------------ | --------------------- | --------------------- | --------------------- | --------------------- | --------------------- |
| Pontedera            | olasz    | 1985 július       | 1986 június        | 34                    | 10                    | 17                    | 7                     | 29,41                 |
| Siena                | olasz    | 1986 július       | 1987 június        | 34                    | 5                     | 14                    | 15                    | 14,71                 |
| Pistoiese            | olasz    | 1987 július       | 1988 június        | 34                    | 10                    | 15                    | 9                     | 29,41                 |
| Carrarese            | olasz    | 1988 július       | 1989 június        | 34                    | 10                    | 16                    | 8                     | 29,41                 |
| Cesena               | olasz    | 1989 július       | 1991 június        | 72                    | 13                    | 25                    | 34                    | 18,06                 |
| Lucchese             | olasz    | 1991 július       | 1992 június        | 42                    | 9                     | 22                    | 11                    | 21,43                 |
| Atalanta             | olasz    | 1992 július       | 1993 június        | 36                    | 14                    | 9                     | 13                    | 38,89                 |
| Napoli               | olasz    | 1993 július       | 1994 június        | 36                    | 12                    | 13                    | 11                    | 33,33                 |
| Juventus             | olasz    | 1994 július       | 1999. február 8.   | 244                   | 137                   | 65                    | 42                    | 56,15                 |
| Internazionale       | olasz    | 1999 július       | 2000. október 2.   | 50                    | 25                    | 11                    | 14                    | 50,00                 |
| Juventus             | olasz    | 2001 július       | 2004 június        | 161                   | 90                    | 39                    | 32                    | 55,90                 |
| Olaszország          | olasz    | 2004. július 16.  | 2006. július 12.   | 29                    | 17                    | 10                    | 2                     | 58,62                 |
| Olaszország          | olasz    | 2008. június 26.  | 2010. június 25.   | 26                    | 11                    | 10                    | 5                     | 42,31                 |
| Kuangcsou Evergrande | kína     | 2012. május 17.   | 2014. november 2.  | 126                   | 82                    | 23                    | 21                    | 65,08                 |
| Kína                 | kína     | 2016. október 22. | 2019. január 25.   | 30                    | 10                    | 9                     | 11                    | 33,33                 |
| Kína                 | kína     | 2019. május 24.   | 2019. november 14. | 7                     | 5                     | 1                     | 1                     | 71,43                 |
| összesen             | összesen | összesen          | összesen           | 995                   | 460                   | 299                   | 236                   | 46,23                 |

## Díjak, elismerések

### Klubdíjak

#### Juventus
- Olasz bajnok (5): 1995, 1997, 1998, 2002, 2003

Ezüstérmes: 1996
- Coppa Italia (1): 1995

Ezüstérmes (2): 2002, 2004
- Supercoppa Italia (4): 1995, 1997, 2002, 2003

Ezüstérmes (1): 1998
- UEFA Bajnokok Ligája (1): 1996

Ezüstérmes (3): 1997, 1998, 2003
- Európai Szuperkupa (1): 1996
- Interkontinentális kupa (1): 1996
- UEFA-Kupa

Ezüstérmes (1): 1995

#### Inter
- Coppa Italia

Ezüstérmes (1): 2000

#### Kuangcsou Evergrande FC
- Kínai bajnok: (2)
- 2012, 2013
- Kínai kupa: (1)
- 2012

Ezüstérmes (1): 2013
- AFC Bajnokok Ligája: (1)
- 2013
- FIFA-klubvilágbajnokság:

4. hely (1): 2013

### Válogatott díjak
Olasz labdarúgó-válogatott
- Világbajnok: (1)
- 2006

### Egyéni díjak
- Az Év Edzője a Serie A-ban: 1997, 1998, 2003
- IFFHS A világ legjobb szövetségi kapitánya: 2006
- IFFHS A világ legjobb klubedzője: 1996, 1998
- Onze d'Or Az év edzője: 2007